# 宇治郵便局 (京都府)
宇治郵便局（うじゆうびんきょく）は、京都府宇治市にある郵便局。民営化前の分類では集配普通郵便局であった。

## 概要
住所：〒611-8799 京都府宇治市宇治蔭山6

## 沿革
- 1873年（明治6年） - 宇治郵便取扱所として開設[1]。
- 1875年（明治8年）1月1日 - 宇治郵便局（五等）となる。同年11月2日より為替取扱を開始。
- 1879年（明治12年）6月 - 貯金取扱を開始。
- 1897年（明治30年）3月26日 - 宇治郵便電信局となる。
- 1903年（明治36年）4月1日 - 通信官署官制の施行に伴い宇治郵便局となる。
- 1950年（昭和25年）10月1日 - 特定郵便局から普通郵便局に局種別改定[2]。
- 1953年（昭和28年）4月10日 - 木幡郵便局[3]から集配業務を移管。
- 1960年（昭和35年）11月7日 - 電話通話および和文電報受付事務の取扱を開始。
- 1961年（昭和36年）7月21日 - 新田郵便局から集配業務を移管。
- 1978年（昭和53年）8月14日 - 宇治市壱番から同市蔭山に移転。
- 1992年（平成4年）8月3日 - 外国通貨の両替および旅行小切手の売買に関する業務取扱を開始。
- 2007年（平成19年）10月1日 - 民営化に伴い、併設された郵便事業宇治支店に一部業務を移管。
- 2012年（平成24年）10月1日 - 日本郵便株式会社の発足に伴い、郵便事業宇治支店を宇治郵便局に統合。

## 取扱内容
- 郵便、印紙、ゆうパック、内容証明
- 貯金、為替、振替、振込、国際送金、外貨両替・トラベラーズチェック、国債、投資信託
- 生命保険、バイク自賠責保険、自動車保険、変額年金保険
- ゆうちょ銀行ATM
- 「611-00xx」区域（宇治市内（笠取地区を除く））の集配業務
- ゆうゆう窓口

## 風景印
- 図案は平等院鳳凰堂・宇治橋・茶の葉。局名表記は「宇治」
- 使用開始日は1957年（昭和32年）3月19日

## 周辺
一時期は郵便局向側にフィリップス大学日本校が建っていたが、20世紀末に撤退したため、現存していない。
- 京都府宇治総合庁舎
- 宇治市立宇治中学校
- ユニチカ宇治工場、中央研究所
- コーナンJR宇治駅北店

## アクセス
2014年6月までは郵便局前に京都京阪バスの宇治郵便局バス停があったが、路線が廃止されたため、現在は一般の路線バスでの移動はできなくなっている。代替として2017年10月より西小倉地区のりあい交通が運行されたが、年末年始・盆期間等を除く火～金に1日あたり2往復のみと地域住民向けの色彩が強く、運賃も400円と距離の割に高額であった（但し、運行経費を出資している住民は200円）。こちらも2019年9月をもって運行が終了している。
- JR奈良線 宇治駅もしくはJR小倉駅からそれぞれ徒歩約13分
- 近鉄京都線 小倉駅から徒歩約16分
- 京滋バイパス 宇治西ICから南東へ約2.5km
- 駐車場あり：23台